# 溪畔黄球花
溪畔黄球花（学名：Strobilanthes fluviatilis）为爵床科紫云菜属的植物，为中国的特有植物。分布于中国大陆的贵州、云南等地，生长于海拔700米的地区，目前尚未由人工引种栽培。

## 别名
岸生半柱花（中国高等植物图鉴）